# Lista de dígrafos
Segue a lista de dígrafos do alfabeto latino.

## A
⟨Ai⟩
⟨Ay⟩

## C
⟨Ch⟩
⟨Cu⟩

## E
⟨Ei⟩

## G
⟨Gu⟩

## I
⟨IJ⟩

## L
⟨Lh⟩

## N
⟨Ng⟩, representa uma velar nasal ou sonoro dorsal /ŋ/ nas línguas europeias (p. ex. alemão, danês, sueco, inglês, galês), austro-asiáticas (p. ex. vietnamita), sino-tibetanas (p. ex. chinês) e austronésias. No inglês, particularmente, pode ser tanto /ŋg/ (finger, dedo) como /g/ (sing, cantar). No francês, o /m/, quando precedido de vogal e seguido por qualquer consoante diferente de /m/, marca a vogal como nasal e representa o mesmo som deste dígrafo. Nalgumas línguas africanas (p. ex. niaquiusa, uolofe) pode representar uma velar pré-nasal /ⁿɡ/.
⟨Nh⟩, representa uma nasal alveolar surda /n̥ʰ/ ou /nʰ/ em algumas línguas africanas (p. ex. doe e gogô) e galês (aqui melhor classificada como nasal aspirada). Nas línguas austronésias (p. ex. gandi), é uma dental laminal /n̪/, o que já parece ser assim desde o hipotético proto-austronésio. No português, que o tem por empréstimo do occitano ou provençal desde o século XIII, representa uma palatal nasal /ɲ/. No galego, representa uma velar /ŋ/.

## O
⟨Oe⟩
⟨Ou⟩

## Q
⟨Qu⟩

## R
⟨Rr⟩, representa /ɹ/ ou /rr/

## S
⟨Sc⟩, é uma fricativa surda, pré-dorso-dental ou ápico-alveolar /ʃs/ e /ʃ/ em português europeu e /s/ em português brasileiro, inglês, espanhol, galego, occitano, catalão. No inglês antigo, sempre representou /ʃ/, ao contrário do francês normando cujo som era de /sk/. No francês moderno, pode ser tanto /ʃ/ (fasciste) como /s/ (reminiscence) No italiano, é sempre lido /ʃ/ antes de /e/ e /i/, enquanto no latim e grego se lê /sts/.
⟨Sç⟩, representa /s/ no português brasileiro e francês ou fricativa surda, pré-dorso-dental ou ápico-alveolar /ʃs/ e /ʃ/ no português europeu.
⟨Sh⟩, comumente abreviado como š, representa a fricativa surda /ʃ/ no albanês (no qual é a letra shë), inglês, judeu-espanhol, córnico, occitiano, somali e línguas turcomanas (p. ex. uigur, usbeque). No chinês, é uma fricativa retroflexa surda /ʂ/, no bretão é um /s/ e no irlandês um /h/. Internacionalmente, a letra xime (, , ש,ش,ܫ) das línguas semitas é comumente transliterada como š, mas no português equivale a xis.
⟨Ss⟩, representa o sibilante /z/ no chinês e /s/ no catalão, francês, occitano, italiano, português e iupique No córnico pode ser /s/ e /sː/. No coreano, marca um forte /s'/.

## X
⟨Xc⟩
⟨Xs⟩

## Z
⟨Zz⟩